# Округ Типтон (Тенеси)
Типтон (енгл. Tipton County) је округ у америчкој савезној држави Тенеси.

## Демографија
По попису из 2010. године број становника је 61.081, што је 9.81 (19,1%) становника више него 2000. године.
| Група             | 2000.          | 2010.          |
| Белци             | 39.603 (77,2%) | 46.831 (76,7%) |
| Афроамериканци    | 10.202 (19,9%) | 11.449 (18,7%) |
| Азијати           | 190 (0,4%)     | 367 (0,6%)     |
| Хиспаноамериканци | 622 (1,2%)     | 1.269 (2,1%)   |
| Укупно            | 51.271         | 61.081         |